# 范立新
范立新（1956年—），河南虞城人，汉族，中华人民共和国政治人物、第十二届全国人民代表大会河南地区代表。
毕业于河南省委党校行政管理专业。加入中国共产党。2013年，担任全国人大代表。